# Heinrich Kohlhaussen

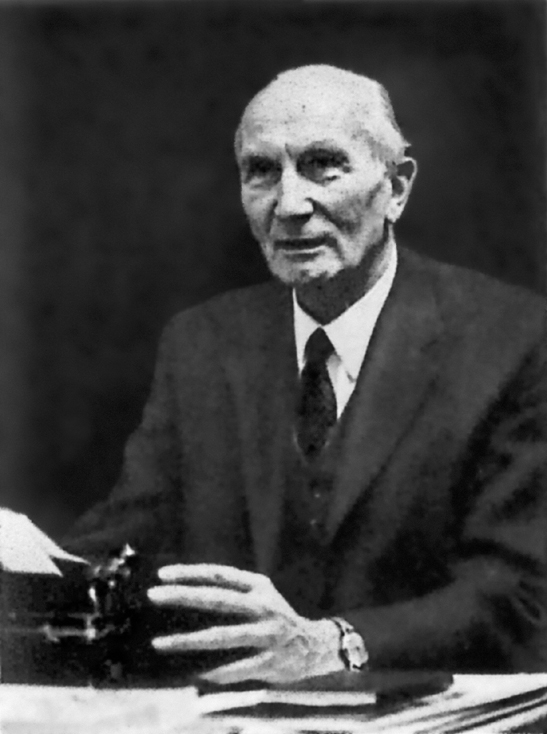
Heinrich Kohlhaussen (um 1968)

Heinrich Kohlhaussen, auch Heinrich Kohlhausen und Heinrich Kohlhaußen, (* 29. Mai 1894 in Rauischholzhausen bei Marburg an der Lahn, Hessen-Nassau; † 25. Juli 1970 in Lorsch an der Bergstraße, Hessen) war ein deutscher Kunsthistoriker, insbesondere für deutsche und europäische Kunst und Kunsthandwerk des Mittelalters und der Renaissance, und Museumsleiter. Er war nacheinander Direktor der Städtischen Museen Breslau (1933–1936), des Germanischen Nationalmuseums in Nürnberg (1937–1945) und der Kunstsammlungen der Veste Coburg (1950–1955).

## Leben
Kohlhaussen besuchte von Ostern 1905 bis 1914 das Realgymnasium in Marburg/Lahn. Nach dem Abitur Ostern 1914 begann er ein Studium mit den Studiengängen Kunstgeschichte, Deutsch, Geschichte und geschichtlichen Hilfswissenschaften. Nach der Unterbrechung des Studiums durch die Teilnahme am Ersten Weltkrieg nahm er sein Studium im Herbst 1918 wieder auf. Das Studium absolvierte er in Marburg/Lahn, ein Semester studierte er an der Universität Berlin. 1921 wurde er promoviert. Seine Dissertation Der Schrein der Hl. Elisabeth zu Marburg erschien 1922 als Buch.
Seine berufliche Tätigkeit begann Kohlhaussen Ende 1921 als Privatassistent bei Geheimrat Marc Rosenberg.
Vom Frühjahr 1922 bis Herbst 1933 war er wissenschaftlicher Hilfsarbeiter und anschließend Assistent am Museum für Kunst und Gewerbe Hamburg. Die museumsrelevante Arbeit wurde durch jährliche große Studienreisen im In- und Ausland und durch Publikationen vertieft. Besonders hervorzuheben sind dabei die Werke Minnekästchen im Mittelalter, Berlin 1928, und Gotisches Kunstgewerbe in Europa in Band 5 der Geschichte des Kunstgewerbes aller Völker und Zeiten, Berlin 1932.
1933 erfolgte die Berufung von Kohlhaussen als Nachfolger von Karl Masner an die Städtischen Museen in Breslau (Schlesisches Museum für Kunstgewerbe und Altertümer, Schloßmuseum, Villa Neisser). Er führte eine Neuordnung der dortigen Sammlungen durch. Anstelle einer technologischen überalterten Aufstellung wurde eine kulturgeschichtliche nach Zeitabschnitten mit völligem Umbau nach modernsten Gesichtspunkten durchgeführt. Bis zu seinem Fortgang aus Breslau waren die Umstrukturierungen der Sammlungen des Mittelalters, der Renaissance, des Barock und Rokoko sowie der Volkskunst abgeschlossen. Die vorgeschichtlichen Sammlungen waren noch im Aufbau. Diese Breslauer Neuordnung und modernisierte Darbietungstechnik erregte Aufsehen und fand Anerkennung. Die Neuordnung des sogenannten Kirchensaales wurde auf der Pariser Weltausstellung 1937 unter den vorbildhaften Museumserneuerungen in Großfotos (alter gegen neuen Zustand) ausgestellt. Mit diesem Meilenstein in der Museumsausgestaltung hatte er sich auch einen Großteil des Weges zur ehrenvollen Berufung an das Germanische Nationalmuseum in Nürnberg geebnet. Wesentliche Erwerbungen in der Breslauer Zeit waren der Kopf einer Riesenstatue, Breslau um 1366, ein Bronzekopf des Livius, Padua um 1500, sowie weitere gotische und barocke kirchliche Bildwerke Schlesiens.
Anfang Dezember 1936 wurde Kohlhaussen durch einstimmigen Beschluss des Verwaltungsrates des Germanischen Nationalmuseums zum 1. Direktor gewählt. Er übernahm die Leitung im Januar 1937. Auch hier stand wieder an, das gattungs- und materialbestimmte Ordnungsprinzip in eine gemischte Ordnung, welche querschnittartige kulturgeschichtliche Zusammenhänge bot, umzuwandeln. Auch wenn diese Ausstellungssystematik ihre theoretischen Wurzeln in den zwanziger Jahren hat, erscheint es verständlich, dass bei der Umsetzung einer derartigen „Revolution“ es auch zu Widerständen im Museumsumfeld kam. In der Gesamtheit behielt Kohlhaussen Recht und seine Ideen haben durchaus heute noch Gültigkeit. Die Tätigkeit seiner umfassenden Neuordnung wurde nach zweiundeinhalb Jahren durch den Beginn des Zweiten Weltkrieges unterbrochen. Jetzt war Kohlhaussen als Organisator gefragt.
Seine weitere Tätigkeit wurde bis zum Sommer 1945 weitgehend durch Bergungsplanungen und durchgeführte Bergungen in den Nürnberger Bunkern und auswärtigen Zufluchtsorten bestimmt. Fast das gesamte Inventar, einschließlich der wertvollen Bibliothek mit ca. einer viertel Millionen Bänden, wurde in die Bunker, von denen auf Drängen von Kohlhaussen bis 1944 immer neue entstanden und 18 Schlösser und Klöster zwischen Main und Donau verbracht. Es ist weitgehend sein Verdienst, dass durch seine umsichtige und weitestgehend komplette Verlagerung 98 % des Museumsbestandes erhalten geblieben ist. Wesentliche Erwerbungen in der Nürnberger Zeit: Behaim-Globus, Nürnberg 1492–1494; Standuhr Philipps des Guten von Burgund, um 1430; zwei Wilde-Mann-Teppiche, frühes 15. Jahrhundert; Weihnachtsbild des Johann Koerbecke, 1457; Stromersche Puppenhaus, 1693; Bilder von Joachim von Sandrart und Januarius Zick. Auch wenn seine Amtszeit in eine politisch sehr schwierige und herausfordernde Zeit fiel, sah es Kohlhaussen als erreicht an, von der Überlieferung des Germanischen Nationalmuseums nicht abgewichen zu sein, in der die Pflege christlicher Kunst von zentraler Bedeutung ist. Neue Forschungen bieten ein kritischeres Licht auf Kohlhaußens Amtszeit am Germanischen Nationalmuseum: „In Kohlhaußens Amtszeit fielen verschiedene Ausstellungen anlässlich der Reichsparteitage und eine Anzahl unrühmlicher Erwerbungsvorgänge, teils unter Ausnutzung der politischen Lage […] Die Überführung des Krakauer Marienaltars nach Nürnberg und der skandalumwitterte Ankauf einer gefälschten Adlerfibel vermeintlich ostgermanischer Provenienz waren die düsteren Höhepunkte dieser Aktivitäten.“
Im August 1945 wurde er auf Anordnung der Alliierten Militär-Regierung Nürnberg durch den Oberbürgermeister der Stadt Nürnberg Martin Treu entlassen. In folgender Nachkriegszeit wurde Kohlhaussen auch politisch denunziert. Durch Zeugenaussagen, Dokumente und eidesstattliche Erklärungen verschiedener Persönlichkeiten konnte er seine Distanz zum „Dritten Reich“ nachvollziehbar darlegen. Auch der Anlass und Hintergrund der im Sommer 1937 nachgekommenen Aufforderung, in die Partei einzutreten (mit Rückdatierung auf den 1. Mai), konnte zu seinen Gunsten geklärt werden. Das Ergebnis der Entnazifizierung war die volle Rehabilitation von Kohlhaussen. Auch hier zeichnen neuere Forschungen teils ein anderes Bild. So war Kohlhaußen bereits in Breslauer Zeiten in völkisch-nationalen Kreisen aktiv.
Im Mai 1950 wurde er zum Direktor der Kunstsammlungen der Veste Coburg berufen. Und wieder begann Kohlhaussen die völlige Umgestaltung der Sammlungen, die Sicherung der berühmten Grafiksammlung von 300.000 Blatt, Konservierung ihrer wichtigsten Bestände sowie Konservierung der großen Waffensammlung durch neuberufene Fachkräfte. In diese Jahre fallen auch der Wiederaufbau und die Neueinrichtung des ausgebrannten Herzoginnenbaues auf der Veste. Für Coburg entdeckte und erwarb er die „Goldene Bamberger Madonna“, die bedeutendste altgefasste Holzskulptur dieser Kunstregion um 1330. Weitere wesentliche Erwerbungen in der Coburger Zeit sind die Vorgeschichtssammlung von Schrödel, ein Türkenzelt des 17. Jahrhunderts, ein gotischer Schild mit Aufseßwappen sowie zwei große Bildteppiche der Neu-Indien-Folge (Paris um 1756).
1955 erfolgte die Rückkehr nach Nürnberg, da die Bibliothek des Germanischen Museums und seine Sammlungen ihm wissenschaftliche Facharbeit gewährleisteten. Das Hauptwerk seines Schaffens Nürnberger Goldschmiedekunst des Mittelalters und der Dürerzeit 1240 bis 1540 entstand 1968 im Ruhestand. Für seine Verdienste um die Rettung von über tausend Kunstgegenständen aus der Region Nürnberg, Bamberg und Coburg erhielt er 1960 das Bundesverdienstkreuz 1. Klasse. Er starb nach kurzer Krankheit im Juli 1970 in Lorsch/Hessen.

## Familie
Heinrich Kohlhaussens Vater war Karl (1865–1945), Förster, Sohn des Christoph Heinrich, Förster, und der Anna Katharina Schmidt. Seine Mutter war Mathilde (1872–1959), Tochter des Johs. Eschstruth, Gastwirt und Ökonom, und der Marie Luise Ruhlberg.
Er heiratete 1921 in Baden-Baden Paula (1891–1984), Tochter des Schuhmachermeisters Erhard Weber und der Agathe Glaser. Sie hatten zwei Kinder; Johann-Heinrich und Genovefa.

## Auszeichnungen
- 1960: Verdienstkreuz 1. Klasse der Bundesrepublik Deutschland[5]

## Veröffentlichungen
- Der Schrein der Hl. Elisabeth zu Marburg. Phil. Diss. Marburg 1921. Gedruckt: Richard Hamann, Heinrich Kohlhaussen: Der Schrein der Hl. Elisabeth zu Marburg. Marburg 1922.
- Minnekästchen im Mittelalter. Deutscher Verlag für Kunstwissenschaft, Berlin 1928.
- Gotisches Kunstgewerbe in Europa. In: Geschichte des Kunstgewerbes aller Zeiten und Völker. Band 5. Berlin 1932.
- Geschichte des deutschen Kunsthandwerks. München 1955.
- Nürnberger Goldschmiedekunst des Mittelalters und der Dürerzeit. 1240 bis 1540. Deutscher Verlag für Kunstwissenschaft, Berlin 1968.
- Europäisches Kunsthandwerk. Romanik Umschau Verlag, Frankfurt am Main.
  - Band 1: Vorromanik. 1969.
  - Band 2: Gotik, Spätgotik. 1970.
  - Band 3: Renaissance, Barock. 1972. Fortgeführt von P. W. Meister nach Vorarbeiten von H. Kohlhaussen.
- Jahresberichte Germanisches Nationalmuseum Nürnberg. 1938 bis 1944, S. 84–90.

## Nachlass
- Archiv f. bildende Kunst (2008 Umbenennung in Deutsches Kunstarchiv) des Germanischen Nationalmuseums Nürnberg, recherchierbar unter: Zentrale Datenbank Nachlässe